# قطعنامه ۱۵۵۲ شورای امنیت
قطعنامه ۱۵۵۲ شورای امنیت سازمان ملل متحد که در تاریخ ۲۷ ژوئیه ۲۰۰۴ تصویب شد، سندی بین‌المللی دربارهٔ اوضاع در مورد جمهوری دموکراتیک کنگو است. این قطعنامه طی نشست ۵۰۱۱ام با ۱۵ رای موافق، ۰ مخالف و ۰ ممتنع تصویب شد.